# Süddeutsche Zeitung
A Süddeutsche Zeitung (rövidítése SZ, magyarul Délnémet Újság) a legnagyobb német országos napilap. Kiadója a Süddeutscher Verlag Münchenben, amióta az amerikai megszállás idején mint ún. „fontos véleményformáló” napilap megkapta az Information Control Division engedélyét.
Lapvonalát tekintve belpolitikai téren a Süddeutsche Zeitung, mint az alapításkor tervezve, keményvonalas baloldali médiaorgánum; gazdaságpolitikai téren inkább liberálisnak számít.
Az SZ-re jellemzővé vált az utóbbi kb. 10 évben, hogy nagy hangsúlyt fektet a kultúrára. A Streiflicht nevű glossza mellett az újság jellegzetessége a harmadik oldal, amelyen rendszeresen nagy riportok és hosszú háttércikkek olvashatóak. A negyedik oldalon, a véleménylapon találjuk a lap ismert írói tollából származó főcikkeket. Ezenkívül hétfőnként mellékletként válogatás jelenik meg a The New York Times cikkeiből, péntekenként magazin, szombatonként hétvégi melléklet és csütörtökönként a München környéki kistérség számára rendezvénynaptár.
A Süddeutsche Zeitung számára belföldön több saját térségi irodát dolgozik; Augsburg, Berlin, Drezda, Düsseldorf, Frankfurt am Main, Hamburg, Karlsruhe, Nürnberg és Stuttgart.
2005 nyarán egy nagy formátumú körkérdésben német újságírók első számú vezető sajtóorgánumnak (Leitmedium Nr. 1) nevezeték – a Spiegelt megelőzve. A kommunikációkutató Siegfried Weischenberg „Újságírás Németországban” (Journalismus in Deutschland) című tanulmányának keretei között megkérdezett 1536 újságíró 34,6 százaléka állította, hogy rendszeresen olvassa a lapot tájékozódás céljából. A Spiegelnél ez csak 33,8 százalékot tett ki (lehetséges volt a többszörös válaszadás).

## Külső hivatkozások
- A Süddeutsche Zeitung honlapja (németül)